# Notodiaptomus paraensis
Notodiaptomus paraensis is een eenoogkreeftjessoort uit de familie van de Diaptomidae. De wetenschappelijke naam van de soort is voor het eerst geldig gepubliceerd in 1984 door Dussart & Robertson B.A..